# Svannicka
Svannicka (Pohlia elongata) är en bladmossart som beskrevs av Hedwig 1801. Svannicka ingår i släktet nickmossor, och familjen Bryaceae. Arten är reproducerande i Sverige. Inga underarter finns listade i Catalogue of Life.